# Wapen van Horst aan de Maas

Wapen van Horst aan de Maas

Het wapen van de Nederlandse gemeente Horst aan de Maas in Limburg is bij Koninklijk Besluit op 6 mei 2002 door de Hoge Raad van Adel toegekend.

## Geschiedenis
De gemeente Horst aan de Maas is in 2001 ontstaan door samenvoeging van de gemeenten Horst en Grubbenvorst. Bij de oprichting waren er in deze gemeenten vijf dorpen. Het wapen is een combinatie van het wapen van Horst, met daaromheen een schildzoom met daarin 5 mispelbloemen, die de 5 dorpen in de gemeente voorstelden. Na de gemeentelijke herindeling van 2010, waarbij Meerlo-Wanssum en Sevenum aan de gemeente werden toegevoegd, is het wapen behouden maar staan de vijf bloemen voor de vijf oorspronkelijke gemeenten. De bloemen staan tevens symbool voor de historische band met Gelre. De zilveren schildzoom verbeeldt de Maas, die als een zilveren lint langs de gemeente stroomt. Het ontwerp van zowel het wapen als de vlag is van Commissie Heraldiek van het Limburgs Geschied- en Oudheidkundig Genootschap (LGOG). Het wapen is getekend door Piet Bultsma naar een ontwerp van René Vroomen.

## Blazoen
De beschrijving van het wapen luidt:
In goud drie dwarsbalken van sabel en een schildzoom van zilver, beladen met vijf mispelbloemen van keel, geknopt van goud. Het schild gedekt met een gouden kroon van drie bladeren en twee parels.
N.B.:
- De heraldische kleuren in het wapen zijn goud (geel), sabel (zwart), keel (rood) en zilver (wit). Het schild is gedekt met een gravenkroon.

## Verwante wapens

Het wapen van Horst
Wapen van graafschap Gelre